# Włodzimierz Krynicki (major)
Włodzimierz Krynicki (ur. 13 lutego 1869 w Samborze, zm. po 29 marca 1941) – major piechoty Wojska Polskiego, działacz niepodległościowy, kawaler Orderu Virtuti Militari.

## Życiorys
Urodził się 13 lutego 1869 w Samborze, ówczesnym mieście powiatowym Królestwa Galicji i Lodomerii, w rodzinie Lucjana i Joanny de Mosing. W 1890, po ukończeniu Szkoły Kadetów Piechoty w Budapeszcie, został mianowany kadetem ze starszeństwem z 1 września 1890 i wcielony do 102 czeskiego pułku piechoty w Pradze.
Od 25 lutego 1915 służył w polu w II baonie 3 Pułku Piechoty Legionów Polskich. 20 stycznia 1916, po 11 miesiąch spędzonych na froncie zachorował na malarię. Po rekonwalescencji został przeniesiony do 6 Pułku Piechoty. W kwietniu był odnotowany w Stacji Zbornej LP w Budapeszcie i przedstawiony do odznaczenia austriackim Krzyżem Wojskowym Karola.
Po odzyskaniu przez Polskę niepodległości został przyjęty do Wojska Polskiego. Podczas obrony Lwowa w trakcie wojny polsko-ukraińskiej w stopniu porucznika był komendantem dzielnicy IV Miejskiej Straży Obywatelskiej we Lwowie. W 1920 został zdemobilizowany.
8 stycznia 1924 został zatwierdzony w stopniu majora rezerwy ze starszeństwem z dniem 1 czerwca 1919 i 18. lokatą w korpusie oficerów piechoty. Został przydzielony do 26 pułku piechoty w garnizonie Lwów; w 1923 jako oficer rezerwowy, w 1924 jako oficer pospolitego ruszenia. W marcu 1930 został zwolniony od powszechnego obowiązku wojskowego.
W 1930 był przewodniczącym komitetu wykonawczego Komitetu Obywatelskiego Obchodu XII-tej Rocznicy Obrony Lwowa. Był wiceprezesem zarządu koła Związku Oficerów Rezerwy RP we Lwowie.
5 listopada 1940 został aresztowany przez funkcjonariuszy NKWD i uwięziony we Lwowie. 29 marca 1941 został skazany na karę 5 lat łagrów, a następnie zesłany na terytorium Uzbeckiej Socjalistycznej Republiki Radzieckiej.
Był żonaty, miał córkę Marię Danutę (ur. 7 sierpnia 1920).

## Ordery i odznaczenia
- Krzyż Srebrny Orderu Wojskowego Virtuti Militari nr 7470  – 17 maja 1922[18][19][20][21][22]
- Krzyż Niepodległości – 17 marca 1932 „za pracę w dziele odzyskania niepodległości”[23]
- Krzyż Oficerski Orderu Odrodzenia Polski – 10 listopada 1938 „za zasługi na polu pracy społecznej”[24][25]
- Krzyż Walecznych czterokrotnie[26]
- Srebrny Medal Waleczności 1. klasy (Austro-Węgry)[5]